# رونالد دبليو. ووكر
رونالد دبليو. ووكر (بالإنجليزية: Ronald W. Walker)‏ هو كاتب أمريكي، ولد في 1939 في ميسولا في الولايات المتحدة، وتوفي في 9 مايو 2016.